# Bartków (Sainte-Croix)
Pour les articles homonymes, voir Bartków.
Bartków est une localité polonaise de la gmina de Zagnańsk, située dans le powiat de Kielce en voïvodie de Sainte-Croix.